# Sentinel fővezér
Őrszem fővezér egy kitalált autobot (később álca) szereplő a Transformers univerzumban.

## Jellemzése

### Transformers: A Hold sötétsége
Optimusz fővezér és Racsni találja meg a Bárkán. Racsni talál még 5 oszlopot. Az Irányítás Mátrixával feléleszti Optimusz Őrszemet, aki miután feltámadt, megtámadja Optimuszt, de végül lenyugszik. Ezután Sharlott Miringgel folytat eszmecserét. Az igazgató megtudja, miért fontos az az 5 oszlop: "az univerzum átformálásának képessége, oszlopok együtt űrhidat alkotnak, én terveztem és csak én tudom irányítani, ellentmond fizikájuk törvényeinek" (most nem tűnik fontosnak, de ezzel a technológiával megnyerhették volna a háborút az autobotok, és mivel újra megtaláltak néhányat, megint lehetőségük van megnyerni a háborút, de Sam és Simons ügynök kutatásba kezd és megtudják, hogy rengeteg sok oszlop van még). Ezután a két fővezér "kirándulni" megy. Optimusz át akarja adni az Irányítás Mátrixát, de Őrszem nem fogadja el (mivelhogy áruló lesz, és neki nem az autobotok vezetését kell megterveznie, hanem az elpusztításukat). Sam és Simons a kutatásuk végett  rájön, hogy az álcák eljönnek Őrszem fővezérért. Űrdongó, Csatár, Délibáb és Acélfej bekísérik Őrszemet a NEST-be. Ezután Csatár és Acélfej vív párbajt két álcával. Mindketten visszatérnek a NEST-be. Lenox megkéri Acélfejt, hogy vigyázzon Őrszemre. De ekkorra kiderül, hogy a fővezér áruló (ő maga mondja el: meg akarja menteni a Kibertront (Cybertront)), és hátba lövi a fegyverspecialistát, aki életét is veszti.